# Rhododendron chukirishima
Rhododendron chukirishima är en ljungväxtart som beskrevs av T. Yamazaki. Rhododendron chukirishima ingår i släktet rododendron, och familjen ljungväxter. Inga underarter finns listade i Catalogue of Life.